# عين منصور
عين منصور هي إحدى العيون الطبيعية في محافظة الأحساء في المنطقة الشرقية في المملكة العربية السعودية.

## الموقع
تقع عين المنصور شمال الأحساء، الواقعة في المنطقة من شمال وشرق المبرز، تقع العين بالقرب من عين أم سبعة بالقرب من قرية القرين، وتعد جزئًا من واحة الأحساء أكبر الواحات في السعودية، والتي أصبحت موقعًا تراثيًا عالميًا في اليونسيكو.

## المياه
ماء عين منصور حار عذب يجري في ثلاثة أنهار.

## الإستخدامات
تسقي مياة عين منصور نخيل قرية الشقيق وقرية جليجلة والعيون.

## تصنيفها
تقع عين منصور ضمن نطاق مدينة المبرز العديد من العيون منها عين نجم، عين الحارة، عين أم سبعة، حيث تتميز بمياهها الغزيرة، وحرارتها العالية، ومياهها الكبريتية، ومياهها المعدنية، التي تفيد مرضي الروماتزم ، حيث تعمل علي تليين الأعصاب وعلاج العظام، بالإضافة إلي ذلك أنها لامراض الجلدية والحساسية.
تقع أيضًا ضمن عيون مجموعة المطيرفي حول المطيرفي الواقعة في شمال وسط الواحة والمتكونة من 32 عيناً أكبرها عين أم سبعة، عين منصور، عين الحويرات، عين ناصر، وعين جديد.